# Atelopus carbonerensis
Espèce
Synonymes
- Atelopus oxyrhynchus carbonerensis Rivero, 1974 "1972"

Statut de conservation UICN

 CR A2ace; B2ab(v) : 
En danger critique
Atelopus carbonerensis est une espèce d'amphibiens de la famille des Bufonidae.

## Répartition
Cette espèce est endémique de l'État de Mérida au Venezuela. Elle se rencontre sur la cordillère de Mérida, entre 2 000 et 2 800 m d'altitude.

## Étymologie
Son nom d'espèce, composé de carboner[a] et du suffixe latin -ensis, « qui vit dans, qui habite », lui a été donné en référence au lieu de sa découverte, La Carbonera.

## Publication originale
- Rivero, 1974 "1972" : On Atelopus oxyrhynchus Boulenger (Amphibia, Salientia), with the description of a new race and a related new species from the Venezuelan paramos. Boletín de la Sociedad Venezolana de Ciencias Naturales, vol. 29, p. 600–612.